# João da Rocha Ribeiro Dias
João da Rocha Ribeiro Dias (Ribeiro Gonçalves, 15 de janeiro de 1941 — Goiânia, 26 de julho de 2021) foi um poeta, jornalista e político brasileiro.

## Carreira
Filho de Cornélio Ribeiro Dias e Francisca da Rocha Dias, viveu parte da infância na cidade em que seu pai lista como um dos fundadores, a pequena Cristalândia, e começou ganhando a vida como jornaleiro em Goiânia. Tornou-se mais tarde acionista da Organização Jaime Câmara, a empresa dona do jornal que ele vendia quando jovem. Também foi contabilista, advogado e fazendeiro.

### Jornalismo
João Rocha teve uma atuação destacada na imprensa de Goiás. Foi membro da Associação Goiana de Imprensa e presidiu a Associação das Empresas de Radiodifusão e Televisão de Goiás. Foi em sua coluna no jornal O Popular que começou a defender publicamente a criação do estado do Tocantins.

### Literatura
É considerado o político tocantinense que produziu os melhores textos sobre a história política do Tocantins.

### Política
Foi um dos principais articuladores do processo de emancipação do estado do Tocantins em relação ao estado de Goiás. Com isso, conseguiu se eleger para o Senado Brasileiro, na segunda eleição do estado, em 1990, permanecendo no cargo até 1998.

## Morte
Morreu em 26 de julho de 2021 em Goiânia, aos oitenta anos de idade, de COVID-19.